# Deklarace české šlechty v letech 1938 a 1939
Deklarace zástupců české šlechty na obranu československého státu a národa zahrnují tři důležitá vystoupení zástupců české šlechty v letech 1938 a 1939, která směřovala k prezidentům Edvardu Benešovi a Emilu Háchovi:
- první deklarace byla přednesena 17. září 1938 na Pražském hradě prezidentovi Československé republiky Edvardu Benešovi při zvláštní audienci,
- druhá deklarace byla přednesena 24. ledna 1939 rovněž na Pražském hradě při audienci u Emila Háchy, tehdy prezidenta pomnichovské Česko-Slovenské republiky,
- třetí deklarace ze září 1939 měla formu dopisu, který byl signatáři podepisován postupně a poté 6. října 1939 doručen Emilu Háchovi, tehdy státnímu prezidentovi protektorátu Čechy a Morava.

Tato prohlášení byla vyjádřením toho, že významná část české šlechty (asi 1/3 ze všech rodů na českém území, nemálo z nich cizího původu) stojí na straně československého státu a českého národa.

## První šlechtická delegace u prezidenta Beneše

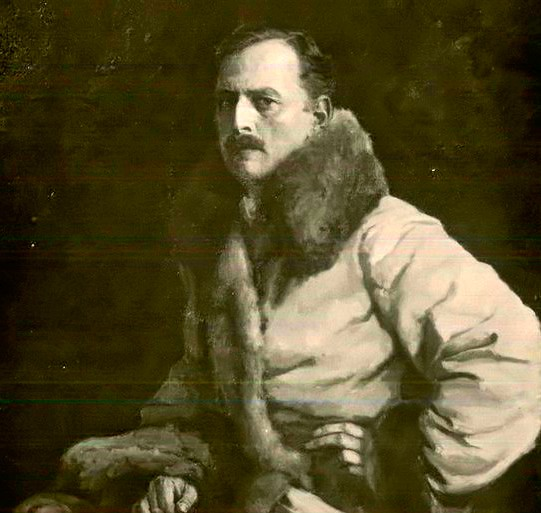
Zdenko Radslav Kinský (1896–1975), iniciátor deklarace

Přestože po vzniku Československa byla česká šlechta, patřící k elitě svržené habsburské monarchie, zákonem č. 61/1918 Sb. ze dne 10. prosince 1918 formálně zrušena, její vliv v období první republiky přetrvával. Ve 30. letech 20. století se někteří příslušníci šlechtických rodů, žijící na území československého státu, stali sympatizanty sudetoněmeckého hnutí. Z toho důvodu byla česká šlechta jako celek často považována za proněmeckou. Aby tento názor vyvrátili, rozhodli se někteří z představitelů česky smýšlejících šlechtických rodů veřejně vyjádřit oddanost své vlasti, deklarativně prezentovat sounáležitost s českým národem, Československem a svou podporu celistvosti státu.
V září roku 1938, kdy se mezinárodní situace vyostřovala a na území republiky probíhala Runcimanova mise, se ujal potřebné iniciativy Zdeněk Kinský. Inspirací mu bylo prohlášení profesorů pražské univerzity v září 1938 proti nacistickým plánům na odtržení pohraničí, a také žádosti a výzvy od československých občanů, aby se šlechtické rody za republiku postavily.
Zdeněk Kinský svůj záměr předem projednal s prezidentem Benešem a po jeho souhlasném vyjádření sestavil delegaci významných rodů – snahou bylo, aby každý rod byl zastoupen jen jednou, pokud možno svou hlavou. Výjimkou byl František Kinský: ten si přál být součástí delegace, aby napravil hanbu způsobenou jeho rodové větvi tím, že hlava rodu Ulrich Kinský otevřeně spolupracoval s Henleinovci a NSDAP, a tím napomáhal k destrukci Československa. Přípravou textu deklarace byl pověřen Karel Schwarzenberg, uznávaný mezi delegáty za nejlepšího historika.
Schůzka šlechticů s prezidentem Benešem byla smluvena na 17. září 1938. Text šlechtického prohlášení adresovaného hlavě státu měl původně přednést Zdeněk Kolowrat jako předseda velkostatkářského spolku, ale ze zdravotních důvodů se této pocty vzdal a deklaraci nakonec přečetl právě František Kinský:
Pane presidente,
za těchto dnů všechny stavy a třídy našeho národa svorně projevují svou vůli, zabránit porušení starých hranic našeho státu. Proto i řada členů starých rodů naší vlasti nás pověřila, abychom se k Vám dostavili s podobným projevem.
Věrnost k Českému státu, který naši předkové pomáhali budovat a po tisíc let udržet, je pro nás povinností tak samozřejmou, že jsme se rozmýšleli ji výslovně zdůraznit.
Považujeme za svou povinnost, uchovat dědictví svých otců. Země Koruny české byly pohromadě po tolik věků a přetrvaly spolu tolik bouří, že doufáme v přejití těchto časů nepokoje a násilí.
Naše přání, aby staré hranice České koruny zůstaly neporušeny, vychází zajisté také ze starosti o budoucnost našich potomků i z pocitu odpovědnosti za svobodu a blaho českých Němců. Naši předkové vždy usilovali o přátelský poměr obou národů v zemi usazených, a tak i my toužíme po tom, aby i naši krajané německého jazyka mohli sdílet s námi lásku k nedělitelné vlasti. Důvěřujeme, že se tak může stát. Zejména doufáme, že zásady křesťanské udrží v této zemi pořádek a vzdělanost.

Vyslovujíce víru v lepší budoucnost, ujišťujeme, že jsme si vědomi svých zděděných povinností k vlasti a ke státu, který byl domovem našich předků a jehož stará práva jsme vždy chtěli a i dnes chceme hájiti.

Audience se účastnilo 12 zástupců z jedenácti šlechtických rodů. V abecedním pořadí: Karel Belcredi, Rudolf Theobald Czernin, Weikhard Colloredo-Mannsfeld, Jindřich Dobrzenský, František Josef Kinský, Zdenko Radslav Kinský, Zdeněk Kolowrat, Jan Adolf Lobkowicz, Karel Parish, Karel VI. Schwarzenberg, Leopold Sternberg, Hugo Strachwitz.

## Druhá šlechtická delegace u prezidenta Háchy
Po vzniku tzv. druhé československé republiky chtěli zástupci české a moravské šlechty novému prezidentovi Háchovi potvrdit to, co již předtím deklarovali prezidentu Benešovi. Delegace, jejíž přijetí na Pražském hradě bylo domluveno na 24. ledna 1939, byla svým složením až na malé změny totožná s delegací předešlou. Do jejího čela se opětovně postavil František Kinský, který přednesl prohlášení přímo vyjadřující i podporu prezidentu republiky:
Právě před čtyřmi měsíci jsme jako členové starých šlechtických rodů tehdejší hlavě státu jasně prohlásili, že dáváme všechny své síly do služeb vlasti.

Přicházíme-li dnes poznovu do starobylého hradu českých králů, abychom opět vyslovili svou vůli plniti všechny své povinnosti, činíme tak i osobně kvůli Vám. Víme dobře, za jakých okolností jste svolil ujmouti se řízení našeho státu, a cítíme, že jestli něco Vás může posilovati při této práci, tedy mimo víru v Božskou Prozřetelnost, je to důvěra všeho národa.
Proto nepokládali jsme za nadbytečné přijíti dnes k Vám a ujistiti Vás těmito věcmi:
Důvěřujeme Vám.
Doufáme, že jednota národa ve všech jeho složkách bez rozdílu a bez rozporu Vám umožní vésti stát dobře a spravedlivě, pokud je to dnes lidským silám možno.
Jsme hotovi, kdykoliv by se potřeba tohoto ukázala, státu podle svých schopností a sil posloužiti. To nám ukládá za povinnost účast našich předků na tisíciletých osudech tohoto státu.
Nemůžeme se zříci naděje, že naší vlasti jsou souzeny lepší dny, ale nechť stane se cokoli, přidržíme se věrnosti, kterou jsme zavázáni vlasti svých předků.

Prezident poté vyjádřil uznání odhodlání členů starobylých českých rodů sloužit československému státu a národu, ocenil hodnotu české šlechty pro stát a připomněl i její roli ve vývoji národa.
Přijetí se účastnilo opět 12 zástupců šlechtických rodů. V abecedním pořadí: Karel Belcredi, Rudolf Theobald Czernin, Jindřich Dobrzenský, František Josef Kinský, Zdenko Radslav Kinský, Jan Adolf Lobkowicz, Jan Pálffy, Karel Parish, Karel VI. Schwarzenberg, Jiří Sternberg, Leopold Sternberg, Hugo Strachwitz.

## Národnostní prohlášení české šlechty v září 1939

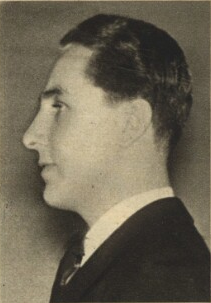
František Schwarzenberg (1913–1992) byl hlavním autorem dopisu s národnostním prohlášením

Po ustanovení protektorátu Čechy a Morava v březnu 1939 čelili příslušníci české i moravské šlechty tlaku na přihlášení se k říšské resp. německé národnosti. Ve šlechtických kruzích opět vznikla potřeba deklarovat vlastní postoj a ohradit se proti nastalé germanizaci. Tentokrát se tak stalo formou dopisu prezidentu Emilu Háchovi, jehož první nástin připravil František Schwarzenberg. V textu tohoto prohlášení, který byl nejprve 7. září 1939 projednán ve výboru Národního souručenství, se oproti dřívějším vyjádřením autoři zaměřili pouze na otázku národnosti a přímo zde několikrát zaznělo vyjádření o jejich sounáležitosti s českým národem.
K deklaraci, kterou předal 6. října 1939 prezidentovi František Schwarzenberg osobně, se připojilo postupně celkem 85 signatářů (71 jich dopis podepsalo vlastní rukou, dalších 14 k tomu některého signatáře pověřilo). Někteří tak učinili na znamení odporu k okupaci a germanizaci i přesto, že za normálních okolností se k českému národu nehlásili. Z celkem 33 zastoupených rodů byla více než polovina původu českého či moravského, zbývající část tvořila šlechta „mezinárodního původu“ (rody, jejichž předkové přišli do českých zemí např. z Francie, Anglie, Itálie nebo Rakouska).
Slovutný pane presidente!
V poslední době bylo jednáno o postavení šlechty v českém národě a objevily se v tomto ohledu různé nejasnosti. Považujeme proto za vhodné v tomto směru podati některá vysvětlení.
Šlechta byla, jako všude, svou podstatou zřízením státním a jakožto celistvé společenství bývala ušetřena národnostních sporů. Její politické povinnosti bývaly určovány službou Českému státu a králi. Jádro tohoto stavu vždy ovšem patřilo k českému národu netoliko kulturně, nýbrž i krví a jazykem. Za raných dob království, kdy celý venkov byl jazykově český, prostředí šlechty bylo rovněž takové. Tato šlechta, původem a jazykem česká, tvořila panující nebo politickou vrstvu Českého státu před vznikem monarchie domu Rakouského i dlouho potom. Zanechala nám památku své kultury v českých zpracováních rytířských zpěvů, v knihách zemských práv, v názvosloví vojenském, ve svých hradech a zámcích a ve vybudování institucí kulturních. Rody, které sdílely po staletí osudy českého národa a neodcizily se nikdy svému kmeni, musí i dnes býti počítány k národu, jehož krev v jejich žilách koluje.
Vedle této ryze domácí šlechty přistěhovalo se průběhem dějin a usadilo se na území českého státu mnoho rodin původu cizího, nikoli však pouze německého. Tyto rodiny, jimž příslušelo místo na sněmu, jehož jednání se v Praze, Brně a Olomouci účastnily, a jímž příslušela i vrchnostenská moc, která je spojovala stálým správním stykem s lidem, splynuly v krajích českého jazyka s národem tak, že jejich různý původ nemůže ničeho změniti na jejich nepopíratelné příslušnosti k české národní pospolitosti.
Obdobně někteří, v německém prostředí žijící potomkové českých rodin, honosících se ryze českými jmény a vzešlých z nejstarší krve české, hlásí se k národu německému, který je u vědomí jejich německého smýšlení velmi ochotně za své syny uznává a v jejich českém původu žádné překážky nevidí.
Jsme přesvědčeni, že tak jako my přiznáváme těmto jedincům právo hlásiti se k národu, uprostřed něhož žijí, který za svůj zvolili a který je za své příslušníky přijímá, tak i se strany druhé nebude nikdo příslušníkům šlechtických rodin, zde usedlých, upírati právo, aby se hlásili k českému národu, s nímž žili jejich předkové po generace, sdílejíce práva i povinnosti, dobré i zlé, byť rodiny ty nebyly po meči vždy původu českého.
Zděděná příslušnost k národní pospolitosti není tedy určována okolnostmi dne, nýbrž jest způsobena skutečností společenství života, politické, kulturní a hospodářské spolupráce, jednotou dějin, osudu a zodpovědnosti za budoucí generace národa.
Národ český, jemuž slavnostním způsobem byla zaručena Vůdcem národa německého a říšským kancléřem jeho národní svébytnost, zajisté může považovati za své právo i svou povinnost tvrditi se vším důrazem – kdyby o tom pochybnost vznikla – skutečnost, že má českou šlechtu jako svou složku, jež od těla národního se nikdy neoddělila a nikdy svým přičiněním oddělena nebude.
Při posledním sčítání lidu v Německé Říši byla příslušnost k národnosti postavena na základ dobrovolného přiznání. Příslušné správní předpisy vycházejí ze zásady, že každý jest příslušníkem národa, s nímž se cítí intimně spjat a k němuž se hlásí. Nepochybně se budou německé říšské orgány říditi touto zásadou i na zdejším území. V plné shodě s národem německým, který žádá ode všech svých příslušníků přesné konání všech povinností vůči národní pospolitosti, jsou důvodně i český lid a česká šlechta přesvědčeni o své sounáležitosti. Vycházejíce z přesvědčení o jednotě našeho národa ve všech složkách a zejména o tom, že potomci někdejších spolutvůrců a nositelů české státnosti ještě mohou svému národu a své vlasti za všech poměrů platně posloužiti, chceme se vždy a za všech okolností hlásiti k českému národu.

V září 1939

Pod prohlášením byli uvedeni (opět v abecedním pořadí): René Baillet de Latour (* 1878), Quido Battaglia (* 1873), Jindřich Belcredi (* 1902), Karel Belcredi (* 1893), Richard Belcredi (* 1891), Michael Bubna-Litic (* 1864), Mikuláš Bubna-Litic (* 1897), Josef Colloredo-Mansfeld (* 1910), Jeroným Colloredo-Mansfeld ml. (* 1912), Jeroným Colloredo-Mansfeld st. (* 1870), Weikhard Colloredo-Mannsfeld (* 1914), Edmund Czernin (* 1907), František Josef Czernin (* 1878), Humprecht Czernin (* 1909), Jan Děpold Czernin (* 1915), Rudolf Czernin (* 1904), Bedřich Daczický z Heslowa (* 1913), Hugo Daczický z Heslowa (* 1911), Mikuláš Daczický z Heslowa (* 1909), Jan Dlauhoweský (* 1909), Karel Dlauhoweský (* 1910), Karel Dlauhoweský (* 1876), František Dobrzenský (* 1915), Jan ml. Dobrzenský (* 1911), Jan st. Dobrzenský (* 1870), Jindřich Dobrzenský (* 1892), Otakar Dobrzenský (* 1871), František Bořek-Dohalský (* 1887), Jiří Bořek-Dohalský (* 1914), Bedřich Hildprandt (* 1902), Jindřich Hildprandt (* 1895), Karel Hildprandt (* 1894), Robert Hildprandt (* 1893), Josef Karel Hrubý z Gelenj (* 1866), Gustav Kálnoky (* 1892), Arthur Korff-Kerssenbrock (* 1914), Klement Korff-Kerssenbrock ml. (* 1912), Klement Korff-Kerssenbrock st. (* 1883), Alfons Kinský (* 1912), Bedřich Karel Kinský (* 1911), František Kinský (* 1879), František Antonín Kinský (* 1915), Josef Kinský (* 1913), Zdenko Radslav Kinský (* 1896), Egon Kolowrat-Krakowský (* 1889), Hanuš Kolowrat-Krakowský (* 1879), Zdeněk Kolowrat-Krakowský (* 1881), Otomar Kolowrat-Krakowský (* 1891), Bedřich František Lobkowicz (* 1907), Jan Lobkowicz (* 1885), Jaroslav Lobkowicz (* 1877), Jaroslav Lobkowicz ml. (* 1910), Josef Lobkowicz (* 1918), Mořic Lobkowicz (* 1890), Alfons Karel Mensdorff-Pouilly (* 1891), Emanuel Mensdorff-Pouilly (* 1866), František Mensdorff-Pouilly (* 1897), Jan Mladota (* 1917), Ervin Nádherný ml. (* 1909), Ervin Nádherný st. (* 1876), Oskar Nádherný (* 1871), Alfons Paar (* 1903), Jan Pálffy (* 1872), Karel Pálffy (* 1900), Karel Parish (* 1899), Theodor Podstatský-Thonsern (* 1909), Bohuš Rieger (* 1895), Alois Serényi (* 1893), Jindřich M. Schlik (* 1875), František Schlik (* 1914), Jindřich Schlik (* 1916), Zikmund Schlik (* 1916), Ondřej Schlik (* 1917), Ervin Schoenborn (* 1899), František Schönborn (* 1899), Arnošt Schwarzenberg (* 1892), František Schwarzenberg (* 1913), Karel Schwarzenberg (* 1911), Jiří Sternberg (* 1888), Leopold Sternberg (* 1896), Hugo Strachwitz (* 1900), Arnošt Thun-Hohenstein (* 1905), Max Wratislav (* 1917), Josef Osvald Wratislav (* 1883), Maxmilián Wratislav (* 1857).
Vzhledem ke svému charakteru nebylo prohlášení uveřejněno.

## Důsledky
Deklarace jsou dokladem pravděpodobně posledního významného společného vystoupení šlechty v českých dějinách. Jednalo se sice jen o malou skupinu z dřívější mocenské elity na českém území, ale protektorátní bezpečnostní složky její aktivity samozřejmě pečlivě sledovaly a deklarace znamenaly pro jejich signatáře značné nebezpečí.
Formy perzekuce byly různé: ekonomický postih, psychický nátlak, v několika případech i tresty odnětí svobody. Kolektivním trestem byly majetkové sankce. V únoru 1940 byly dány pod vnucenou správu majetky všech účastníků první delegace ze září 1938, později byla vnucená správa uvalena i na další šlechtice, z nichž mnozí předtím připojili své podpisy pod národnostní prohlášení v září 1939.
Další osudy exponentů české šlechty během existence protektorátu byly velmi rozdílné – někteří se zdiskreditovali svým působením ve veřejných funkcích, případně je obava o jejich rodiny přiměla k přijetí říšské národnosti nebo i ke spolupráci s Němci (např. Pálffyové). Mnozí ale svou sounáležitost s českým národem zachovali a svému deklarovanému přesvědčení se nezpronevěřili. Jejich statky zůstaly pod vnucenou správou, některé byly vnucenými správci prodány, některé zkonfiskovány či vyvlastněny pro vojenské účely.
I mezi šlechtici se našly osobnosti, které se aktivně podílely na domácím i zahraničním odboji (např. Zdeněk Bořek-Dohalský a jeho bratři Antonín a František, nebo Jindřich Kolowrat-Krakowský). Mnozí byli uvězněni, někteří i popraveni nebo věznění nepřežili.